# 新格奥尔吉耶夫斯克村委员会
新格奥尔吉耶夫斯克村委员会（俄语：Новогеоргиевский сельсовет）是俄罗斯联邦阿斯特拉罕州利曼区所属的一个村委员会。其下辖有2个居民点，行政中心为扎列奇诺耶。据2015年统计，该村委员会的人口为1857人。